# Star Wars XXX: A Porn Parody
Star Wars XXX: A Porn Parody (svensk DVD-titel Star Wars XXX – En sexparodi) är en amerikansk porrfilm från 2012 regisserad och producerad av Axel Braun. Filmen är en parodi på Star Wars: Episod IV – Nytt hopp.

## Handling
Rymdimperiet regerar över galaxen och vill utöka sitt inflytande genom att bygga en rymdstation, dödsstjärnan. När prinsessan Leia försöker föra ritningarna till stationen till sin hemplanet attackeras hennes rymdskepp av Darth Vader. Leia tillfångatas och Darth Vader får tag på dom hemliga ritningarna. I hemlighet har dock Leia skickat planerna och ett nödrop till sin far Obi-Wan Kenobi. Tillsammans med droiden C3PO och R2D2 lyckas hon också fly men tillfångatas senare på en ökenplanet. Dom båda droiderna köps upp av Luke Skywalkers farbror och R2D2 kan börja leta efter Obi-Wan Kenobi.

## Rollista
- Allie Haze – Leia Organa
- Seth Gamble – Luke Skywalker
- Rocco Reed – Han Solo
- Dick Chibbles – Chewbacca
- Tom Byron – Obi-Wan Kenobi
- Lexington Steele – Darth Vader
- Chi Chi LaRue – C-3PO
- Aiden Ashley – Brea Tonnika
- Kimberly Kane – Senni Tonnika
- Rihanna Rimes – Oola
- Gia DiMarco – Swilla Corey
- Jennifer White – kvinnlig Tusken Raider
- Eve Laurence – TK-421
- Brandy Aniston – TK-422
- Derrick Pierce – Labria
- Danny Wylde – Yerka
- Eli Cross – Wilhuff Tarkin
- Andy Appleton – general Dodonna
- Kylie Ireland – Garven Dreis
- Ryan McLane – Biggs Darklighter
- Shylar Cobi – general Madine

## Fortsättning
Axel Braun annonserade i februari 2016 en gräsrotskampanj till en fortsättning på filmen under titeln The Empire Strikes Back XXX: An Axel Braun Parody, som skulle bli en parodi på den sjunde delen av Star Wars-sagan, Star Wars: Episod V – Rymdimperiet slår tillbaka. Det satta målet för kampanjen var att innan slutet av april 2016 samla ihop 500 000 amerikanska dollar, samma budget som Star Wars XXX: A Porn Parody hade. Braun ville släppa filmen direkt till internet, där alla fritt skulle kunna se filmen gratis. Braun ville därmed markera mot piratkopiering av film. Fram mot 23 april hade kampanjen dock bara samlat in knappt 110 000 dollar.

## Utmärkelser
- AVN Awards 2013 (5 vinster, 12 nomineringar):
  - Vann: Best Art Direction
  - Vann: Best Director: Parody, Axel Braun
  - Vann: Best Parody: Comedy
  - Vann: Best Overall Marketing Campaign: Individual Project
  - Vann: Best Supporting Actor, Tom Byron
  - Nominerad: Most Outrageous Sex Scene, Eve Laurence, Dick Chibbles, Brandy Aniston
  - Nominerad: Best Editing
  - Nominerad: Best Makeup
  - Nominerad: Best Actor, Seth Gamble
  - Nominerad: Best Special Effects
  - Nominerad: Best Girl/Girl Sex Scene, Aiden Ashley, Kimberly Kane
  - Nominerad: Best Group Sex Scene, Danny Wylde, Derrick Pierce, Gia DiMarco, Rihanna Rimes
  - Nominerad: Best Non-Sex Performance, Eli Cross, Chi Chi LaRue
  - Nominerad: Best Packaging
  - Nominerad: Best Actress, Allie Haze
  - Nominerad: Best Anal Sex Scene, Jennifer White, Tom Byron
  - Nominerad: Best Oral Sex Scene, Allie Haze, Lexington Steele
- XRCO Award 2013 (1 vinst, 1 nominering):
  - Vann: Best Parody (Comedy)
  - Nominerad: Best Actress, Allie Haze
- XBIZ Award 2013 (13 nomineringar):
  - Nominerad: Best Scene - All-Girl, Aiden Ashley, Kimberly Kane
  - Nominerad: Director of the Year - Parody, Axel Braun
  - Nominerad: Best Actress - Parody Release, Allie Haze
  - Nominerad: Best Actor - Parody Release, Seth Gamble
  - Nominerad: Best Supporting Actor, Dick Chibbles, Rocco Reed
  - Nominerad: Best Scene - Parody Release, Eve Laurence, Dick Chibbles, Brandy Aniston, Allie Haze, Rocco Reed, Seth Gamble
  - Nominerad: Screenplay of the Year, Axel Braun, Eli Cross
  - Nominerad: Best Special Effects
  - Nominerad: Marketing Campaign of the Year
  - Nominerad: Parody Release of the Year: Comedy
  - Nominerad: Best Art Direction
  - Nominerad: Best Music
  - Nominerad: Best Editing[6]